# オーボエミュゼット
オーボエ・ミュゼット（oboe musette）は、オーボエ属に分類されるダブルリードの木管楽器の一種。

## 概要
オーボエ・ミュゼットは、外見上はオーボエをそのまま小さくした形をしている。変ホ調（E♭管）の移調楽器で、記譜された音から短3度高く鳴る。使用頻度は極めて低く、オーケストラでも見られない。
| スタブアイコン | サブスタブ | この項目は、まだ閲覧者の調べものの参照としては役立たない、クラシック音楽に関連した書きかけの項目です。この項目を加筆・訂正などしてくださる協力者を求めています（P:クラシック音楽/PJ:クラシック音楽）。 |